# El gerente
El gerente es una película de comedia dramática argentina de 2022 dirigida por Ariel Winograd que está inspirada en la novela El gerente de Noblex escrita por María José Acosta. Narra la historia de una empresa de televisores que lanza como campaña devolver el dinero y regalar el producto a sus clientes si la selección argentina no clasifica al Mundial de Rusia de 2018. Está protagonizada por Leonardo Sbaraglia, Carla Peterson, Luis Luque y Cecilia Dopazo. La película se estrenó el 20 de octubre de 2022 en Paramount+.

## Sinopsis
Cuenta la historia de una empresa de televisores que decide lanzar una promoción que consiste en devolver el dinero a todos aquellos clientes que compraron un producto suyo en caso de que el equipo de fútbol argentino no clasifique al próximo mundial de fútbol. Con el fin de disparar sus ventas, el equipo creativo se encuentra con la sorpresa de que la selección no estaría por pasar ni siquiera las fases eliminatorias para clasificar a la Copa Mundial, por lo cual, la tensión en el ambiente laboral crece, sobre todo con los dueños, poniendo en riesgo su puesto laboral y mayormente la economía de la empresa.

## Reparto
- Leonardo Sbaraglia como Álvaro Torres
- Carla Peterson como Federica
- Luis Luque como Omar Manganaro
- Cecilia Dopazo como Florencia
- Valentín Wein como Gonzalo Torres
- Marina Bellati como Sabrina
- Mónica Raiola como Leticia
- Agustina Suásquita como Vicky
- Ignacio Saralegui como Camilo
- Martín Piroyansky como Gerente de Frávega
- Sebastián Almada como Washington Morales
- Miguel Granados como Carlos Arriegui
- Luis Sagasti como Ramiro Humo
- Marco Antonio Caponi como Doctor
- Charley Rappaport como Ediberto De Sousa
- Martin Armendariz como Amigo de Gonzalo
- Luca Martin como Amigo de Gonzalo

## Recepción

### Comentarios de la crítica
María Eugenia Capelo de Infobae describió a la película como «una comedia efectiva» y que «Sbaraglia brilla en su interpretación». Por su parte, Pablo O. Scholz de Clarín manifestó que la cinta cumple con varios elementos, entre ellos «las líneas de diálogo ingeniosas» y que el espectador mantenga «una sonrisa más o menos constante». En una reseña para Página/12, Ezequiel Boetti calificó al filme con un 6 diciendo que es «quizás demasiado argentina para los términos globales que requieren las plataformas». Diego Batlle de Otros cines escribió que se trata de «una entretenida comedia popular» que causa «una permanente sonrisa y alguna ocasional carcajada».
Por otro lado, Guillermo Courau de La Nación destacó el trabajo de Sbaraglia como «una notable actuación», pero que la película no se arriesga en su trama y prefiere «pisar terreno firme». Emiliano Basile de Escribiendo cine concluyó que «El gerente funciona bien por su dinámica propuesta y por la buena performance de Sbaraglia, que compone un personaje atípico, poco carismático y logra generar de todos modos empatía».

### Premios y nominaciones
| Lista de premios y nominaciones | Lista de premios y nominaciones      | Lista de premios y nominaciones                     | Lista de premios y nominaciones     | Lista de premios y nominaciones | Lista de premios y nominaciones |
| Año                             | Organización                         | Categoría                                           | Nominado/a(s)                       | Resultado                       | Ref(s)                          |
| ------------------------------- | ------------------------------------ | --------------------------------------------------- | ----------------------------------- | ------------------------------- | ------------------------------- |
| 2022                            | Premios Martín Fierro Digital Nativo | Mejor contenido de ficción digital para plataformas | El gerente                          | Ganador                         | [ 11 ]                          |
| 2022                            | Premios Martín Fierro Digital Nativo | Martín Fierro de Oro                                | El gerente                          | Ganador                         | [ 11 ]                          |
| 2023                            | Premios Cóndor de Plata              | Mejor director                                      | Ariel Winograd                      | Nominado                        | [ 12 ]                          |
| 2023                            | Premios Cóndor de Plata              | Premio del público BA audiovisual                   | El gerente                          | Nominado                        | [ 12 ]                          |
| 2023                            | Premios Cóndor de Plata              | Mejor actor                                         | Leonardo Sbaraglia                  | Nominado                        | [ 12 ]                          |
| 2023                            | Premios Cóndor de Plata              | Mejor actriz de reparto                             | Marina Bellati                      | Nominada                        | [ 12 ]                          |
| 2023                            | Premios Cóndor de Plata              | Mejor actriz de reparto                             | Carla Peterson                      | Nominada                        | [ 12 ]                          |
| 2023                            | Premios Cóndor de Plata              | Mejor guion adaptado                                | Patricio Vega                       | Nominado                        | [ 12 ]                          |
| 2023                            | Premios Cóndor de Plata              | Mejor montaje                                       | Pablo Barbieri                      | Nominado                        | [ 12 ]                          |
| 2023                            | Premios Cóndor de Plata              | Mejor dirección de arte                             | Romina del Prete                    | Nominada                        | [ 12 ]                          |
| 2023                            | Premios Cóndor de Plata              | Mejor diseño de vestuario                           | Virna Cortinovis                    | Nominada                        | [ 12 ]                          |
| 2023                            | Premios Cóndor de Plata              | Mejor música original                               | Lucio Godoy                         | Nominado                        | [ 12 ]                          |
| 2023                            | Premios Cóndor de Plata              | Mejor maquillaje y peluquería                       | Emmanuel Miño                       | Nominado                        | [ 12 ]                          |
| 2023                            | Premios Cóndor de Plata              | Mejor dirección de casting                          | Verónica Bruno y Florencia Limonoff | Nominadas                       | [ 12 ]                          |
| 2023                            | Premios Sur                          | Mejor director                                      | Ariel Winograd                      | Nominado                        | [ 13 ]                          |
| 2023                            | Premios Sur                          | Mejor actor                                         | Leonardo Sbaraglia                  | Nominado                        | [ 13 ]                          |
| 2023                            | Premios Sur                          | Mejor actriz revelación                             | Mónica Raiola                       | Nominada                        | [ 13 ]                          |
| 2023                            | Premios Sur                          | Mejor guion adaptado                                | Patricio Vega                       | Nominado                        | [ 13 ]                          |
| 2023                            | Produ Awards                         | Mejor película de comedia estrenada en plataforma   | El gerente                          | Ganador                         | [ 14 ]                          |
| 2023                            | Produ Awards                         | Branded Content                                     | El gerente                          | Ganador                         | [ 14 ]                          |
| 2023                            | Produ Awards                         | Mejor showrunner - Comedia y comedia dramática      | Ariel Winograd                      | Nominado                        | [ 14 ]                          |
| 2024                            | Rose d'Or Latinos                    | Mejor película para televisión o streaming          | El gerente                          | Nominado                        | [ 15 ]                          |